# Pieck (geldrisches Adelsgeschlecht)

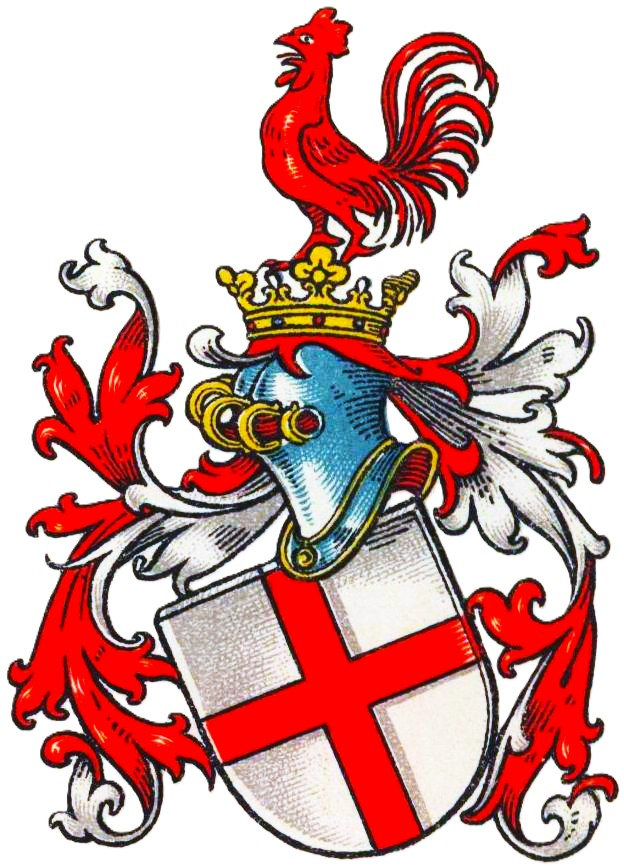
Wappen derer von Pieck im Wappenbuch des Westfälischen Adels

Pieck (auch Piek, Peick, Peeck o. ä.) ist der Name eines erloschenen niederländisch-geldrischen Adelsgeschlechts.
Die Familie ist von dem gleichnamigen, aber wappenverschiedenen münsterländischen Adelsgeschlecht Pieck zu unterscheiden.

## Geschichte
Das Geschlecht stammt ursprünglich aus den Niederlanden, wo es zum Adel der Grafschaft Geldern gehörte. Später war es auch in der Grafschaft Mark ansässig. In Geldern hatte die Familie Besitz zu Asperen (urkundlich 1499), Beest (1478–1514), Buren (1499), Enswiek, Gameren (1431–1438), IJzendoorn (1602), Renoy (1478), Tienhoven (1492), Tuil (1436). In der Grafschaft Mark hatte die Familie Besitz in Oedendael (Kreis Altena) (1624–1656), Schadeburg (1624–1656), and Schlebusch (1624–1656).
Schon 1363 tritt ein Ritter Hermann Pieck unter den Bürgern einer Xantener Urkunde auf. Arnold Pieck erscheint 1411. 1419 unterschrieb Franco Pieck die geldern-zutphensche Adelsvereinigung. Derselbe kommandierte als General unter Herzog Rainald IV. in der Schlacht bei Gorkum. Gisbert Pieck war 1414 Generaleinnehmer des Herzogs von Geldern. Johann Pieck war 1436 Zeuge in dem Friedensvertrag zwischen Adolf VII. von Jülich-Berg und Adolf von Geldern. Hermann und dessen Sohn Arnold Pieck erscheinen 1447, Franco Pieck 1467. Ein Johann Pieck war 1477 Drost zu Geldern. Jakob Pieck, Herr zu Isendorn, besiegelte 1538 als nijmegischer Ritter die Klever Union. Seine Schwester heiratete Adolf von Merveldt zu Merveldt und brachte diesem ansehnliche Güter zu Borculo. Johann Piecks Tochter, Anna Pieck, heiratete Johann von Momm, Amtmann zwischen Maas und Waal. 1534 wurde Johann Pieck, Guardian der Minoriten, grausam getötet. Ein ähnliches Schicksal ereilte den zu den Märtyrern von Gorkum zählenden Priester und Guardian Nicolaus Pieck 1572. Willem Pieck war 1671 Zöllner und Landschreiber zu Batenburg. Und ein Baron Pick wurde zu Deutz am 9. Juli 1767 auf der Jagd erschossen.

## Wappen
Blasonierung: In Silber ein rotes Kreuz. Auf dem gekrönten Helm mit rot-silbernen Helmdecken ein roter Hahn.